# Governo provvisorio russo
Il Governo provvisorio russo (in russo Временное правительство?, Vremennoe pravitel'stvo) fu un organo governativo che venne istituito a Pietrogrado dopo la caduta dell'Impero russo e a seguito dell'abdicazione dello zar. Quando il potere dell'autorità del governo zarista si sbriciolò a seguito della rivoluzione di febbraio del 1917, le due istituzioni rivali, la Duma e il Soviet di Pietrogrado, si contesero il potere.

## Storia
Lo zar Nicola II abdicò il 2 marzo 1917 e suo fratello, il granduca Michele II, rinunciò a salire al trono il giorno successivo. Il granduca motivò il suo rifiuto con la volontà di rimettere il potere al governo provvisorio fino alla costituzione di un'Assemblea costituente che avrebbe determinato la nuova forma di governo del popolo russo.
Il governo provvisorio aveva il compito di governare fino alle elezioni della costituente, ma il suo potere venne di fatto limitato da quello del Soviet di Pietrogrado, sebbene inizialmente proprio quest'ultimo avesse appoggiato e avallato il ruolo del governo provvisorio. Poiché, tuttavia, il Soviet deteneva il controllo dell'esercito, delle fabbriche e dei sistemi di trasporto, e godeva del supporto della popolazione, si venne di fatto ad istituire un duplice potere tra due entità contrapposte.
A capo del governo provvisorio fu eletto il principe Georgij L'vov, che in luglio venne sostituito da Aleksandr Kerenskij. Il governo riuscì ad organizzare le elezioni, ma il suo ruolo fu del tutto fallimentare nel porre fine al coinvolgimento della Russia nel primo conflitto mondiale, aggravando ulteriormente la propria posizione nei confronti della popolazione russa, ormai stanca e indebolita dalla guerra.
Il governo decise di lanciare inoltre un'offensiva contro le truppe austro-ungariche e tedesche nel luglio 1917, nota storicamente come offensiva Kerenskij. Questa offensiva si rivelò un totale fallimento che consumò le ultime tracce di consenso popolare. La motivazione principale di questa scarsa popolarità consisteva nel fatto che, in un momento così critico e cruciale, il governo provvisorio si era rifiutato di assumere una posizione decisionista, nascondendosi proprio dietro alla sua provvisorietà. 
Un ulteriore duro colpo alla legittimità del governo provvisorio fu il conflitto apertosi tra Kerenskij e il generale Lavr Kornilov che attuò un colpo di Stato (Caso Kornilov), che diede lo spunto all'ala sinistra del governo per convertire in settembre la Russia in Repubblica russa. Con lo scoppio della Rivoluzione d'ottobre fu trasferito di fatto il potere nelle mani dei Soviet controllati dai Bolscevichi.

## La composizione del Governo provvisorio

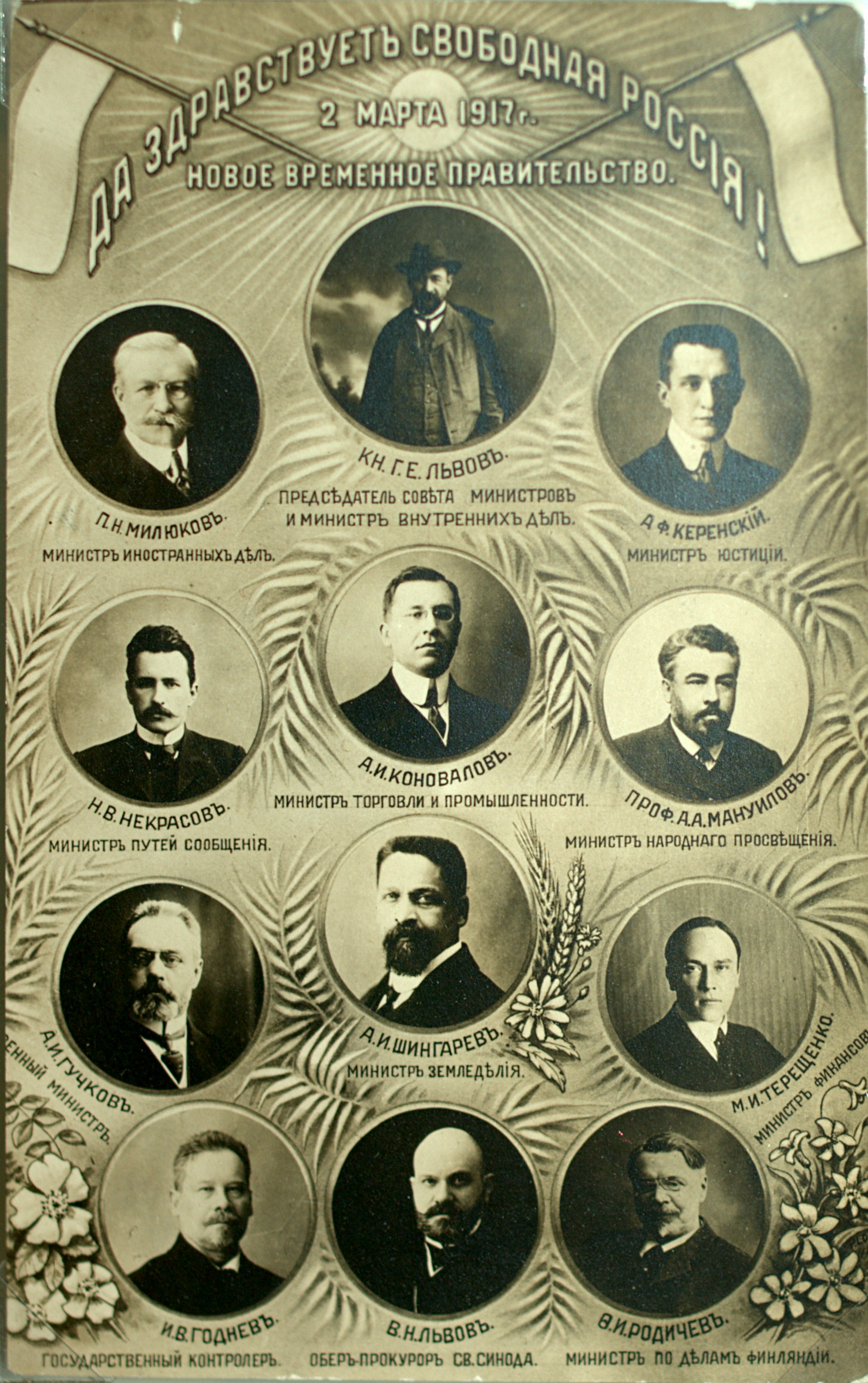
I ministri del primo Governo provvisorio

Le Izvestija pubblicarono il 3 marzo l'avvenuta formazione il giorno prima (15 marzo gregoriano) del Governo provvisorio.
Il Comitato temporaneo dei membri della Duma con l'aiuto dell'esercito e degli abitanti della capitale, ha ottenuto un così ampio successo sulle forze oscure del vecchio regime che è ora possibile per il Comitato procedere all'organizzazione di un potere esecutivo più stabile.
Con questo intento il Comitato temporaneo ha nominato le seguenti persone in qualità di ministri del primo gabinetto del popolo, i loro trascorsi politici e le loro attività pubbliche garantiscono per loro di fronte alla nazione:
- Ministro Presidente e Ministro dell'Interno il principe Georgij L'vov
- Ministro degli Affari Esteri Pavel Miljukov
- Ministro della Guerra e della Marina Aleksandr Ivanovič Gučkov
- Ministro dei Trasporti Nikolaj Nekrasov
- Ministro del Commercio e dell'Industria Aleksandr Konovalov
- Ministro delle Finanze Michail Tereščenko
- Ministro dell'Educazione Andrej Manuilov
- Ministro dell'Agricoltura Andrej Šingarev
- Ministro della Giustizia Aleksandr Kerenskij (da maggio della guerra)
- Ministro per gli Affari finlandesi Fëdor Rodičev
- Controllore di Stato[2] Ivan Godnev
- Procuratore del Santo Sinodo[3] Vladimir L'vov

L'operato del presente gabinetto sarà ispirato ai seguenti principi:
1. Una immediata e completa amnistia per tutti i casi di reati di natura politica e religiosa, compresi gli atti di terrorismo, le sommosse militari e le rivolte nelle campagne.
2. Libertà di parola, stampa e riunione, libertà di associazione e di sciopero, e l'estensione della libertà politica a coloro che servono nelle forze armate con le sole limitazioni legate al loro ufficio.
3. L'abolizione di tutte le restrizioni legati al rango sociale, alla religione e alla nazionalità.
4. L'immediata convocazione di un'Assemblea Costituente sulla base di un suffragio universale e diretto, a scrutinio segreto, con lo scopo di determinare la forma di governo e la costituzione del paese.
5. La sostituzione della polizia con la milizia popolare, con l'elezione di ufficiali responsabili di fronte agli organismi locali di autogoverno.
6. Le elezioni degli organismi locali di autogoverno si svolgeranno sulla base di un suffragio universale e diretto a scrutinio segreto.
7. Tutte le forze militari che prendono parte alla rivoluzione non saranno disarmate e non verranno costrette a ritirarsi da Pietrogrado.
8. Mentre saranno tenuti a seguire strettamente la disciplina e il dovere militare, tutti i soldati in servizio saranno esonerati da ogni restrizione che impedisca loro di usufruire dei diritti politici di qualsiasi libero cittadino.»